# Miconia poortmannii
Miconia poortmannii là một loài thực vật có hoa trong họ Mua. Loài này được (Cogn.) Wurdack mô tả khoa học đầu tiên năm 1977.